# سيموني تيريبوتشي
سيموني تيريبوتشي (بالإيطالية: Simone Tiribocchi)‏ (مواليد 31 يناير 1978 في روما - إيطاليا) لاعب كرة قدم إيطالي يلعب حاليا لصالح نادي الدرجة الأولى أتالانتا الإيطالي منذ 2009 في مركز المهاجم . .

## روابط خارجية
- سيموني تيريبوتشي على موقع قاعدة بيانات كرة القدم.إي يو (الإنجليزية)
- سيموني تيريبوتشي على موقع Soccerway.com (الإنجليزية)
- سيموني تيريبوتشي على موقع عالم كرة القدم.نت (الإنجليزية)
- سيموني تيريبوتشي على موقع كووورة